# 1964–1965-ös jugoszláv labdarúgó-bajnokság (első osztály)

## Bajnokság
| Helyezés | Klub                  | Játszott | GY | D  | V  | L  | K  | GK  | Pont |
| -------- | --------------------- | -------- | -- | -- | -- | -- | -- | --- | ---- |
| 1        | FK Partizan           | 28       | 19 | 5  | 4  | 62 | 34 | +28 | 43   |
| 2        | FK Szarajevó          | 28       | 15 | 5  | 8  | 52 | 38 | +14 | 35   |
| 3        | Crvena Zvezda         | 28       | 14 | 7  | 7  | 50 | 38 | +12 | 35   |
| 4        | NK Rijeka             | 28       | 14 | 6  | 8  | 47 | 30 | +17 | 34   |
| 5        | Željezničar Szarajevó | 28       | 13 | 7  | 8  | 39 | 30 | +9  | 33   |
| 6        | NK Zagreb             | 28       | 12 | 5  | 11 | 47 | 42 | +5  | 29   |
| 7        | Radnicki Nis          | 28       | 9  | 10 | 9  | 39 | 33 | +6  | 28   |
| 8        | NK Dinamo Zagreb      | 28       | 11 | 4  | 13 | 35 | 34 | +1  | 26   |
| 9        | FK Vojvodina          | 28       | 11 | 4  | 13 | 32 | 37 | -5  | 26   |
| 10       | OFK Beograd           | 28       | 9  | 6  | 13 | 35 | 40 | -5  | 24   |
| 11       | FK Vardar             | 28       | 6  | 11 | 11 | 23 | 33 | -10 | 23   |
| 12       | Hajduk Split          | 28       | 7  | 9  | 12 | 28 | 39 | -11 | 23   |
| 13       | Velez Mostar          | 28       | 9  | 3  | 16 | 37 | 53 | -16 | 21   |
| 14       | Tresnjevka Zagreb     | 28       | 7  | 7  | 14 | 27 | 46 | -19 | 21   |
| 15       | Sutjeska Niksic       | 28       | 6  | 7  | 15 | 31 | 57 | -26 | 19   |
| -        | Olimpija Ljubljana    | -        | -  | -  | -  | -  | -  | -   | -    |
| -        | Radnicki Beograd      | -        | -  | -  | -  | -  | -  | -   | -    |

Gólkirály:Zlatko Dračić, NK Zagreb 23 Gól

## Kupa

### Első forduló
Zeljeznicar Nis 0 - 1 FK Partizan

### Nyolcaddöntő
NK Dinamo Zagreb 3 - 0 FK Partizan

### Elődöntő
Budućnost Titograd x - x X
NK Dinamo Zagreb x - x X

### Döntő
Május 26., 1965 - Belgrád, Szerbia
NK Dinamo Zagreb 2 - 1 Budućnost Titograd
Stadion: Crvena Zvezda Stadion
Nézőszám: 13 000
Bíró: V.Stankovic (Belgrád)
Dinamo: Zlatko Škorić, Mladen Ramljak, Mesic, Puljcan, Kasumovic, B.Belin, Denijal Pirić, Slaven Zambata, Dražan Jerković, Željko Matuš, Stjepan Lamza
Buducnost: Hajdukovic, M.Folic, Gardasevic, Pavlovic, Savkovic, Kovacevic (Ivanovic), Sakovic, Todorovic, Sorban, Ceric, Franovic